# Personaggi de La strada per la felicità
Questo è l'elenco dei personaggi della soap opera tedesca La strada per la felicità, prodotta e trasmessa da ZDF e mandata in onda in italiano su Rai 3.

## Personaggi principali

### Julia Gravenberg
Episodi 1-303, guest 734-737, è interpretata da Susanne Gärtner e doppiata da Selvaggia Quattrini.
Julia Schilling, giovane tedesca, vive con sua madre Christa, e lavora come guida nei safari organizzati dal villaggio turistico di Frederik Gravenberg. Daniel, nipote di Frederik, va a far visita a suo zio in Sudafrica, dove incontra e si innamora di Julia. Per alcuni problemi della madre, Julia si trasferisce a Falkental, dove vengono ospitate da Tobias Becker, un'ex fidanzato di Christa. Julia trova lavoro alla Falkental Porcellane, azienda dei Gravenberg. Dopo essersi reincontrati, Daniel e Julia si rimettono insieme. Col passare del tempo, però, i due giovani si accorgono di non essere felici, soprattutto per colpa della perfida madre di Daniel (Annabelle), e troncano la relazione. Successivamente si innamora di Frederik, ma quando sono al municipio per sposarsi, lei lo pianta in asso e si trasferisce in Sudafrica. Qui incontra il latitante Jörg Schwarz, suo ex accompagnatore nei Safari, che la rapisce. Daniel e Tobias vanno in Sudafrica per cercarla e la trovano. Nel frattempo Jörg viene ucciso dal morso di un serpente. Alla fine tornano in Germania per sposarsi e ritornano definitivamente in Sudafrica, dove avranno due figlie: la prima si chiama Masika e la seconda Amary. Il giorno del funerale della suocera Annabelle Gravenberg, Julia torna a Falkental per pochi giorni (4 puntate) assieme al marito Daniel.

### Daniel Gravenberg
Episodi 1-303, guest 734-737, è interpretato da Roman Rossa e doppiato da Gabriele Trentalance.
Daniel Gravenberg appartiene ad una famiglia di alto calibro di Falkental (in Germania) che amministra la Falkental Porcellane ed ha un hotel in Sudafrica. Lì incontra Julia Schilling, una giovane tedesca, di cui si innamora. Dopo essersi lasciati, si sono ritrovati a Falkental e si sono ancora fidanzati. Specialmente per colpa di sua madre Annabelle, tronca di nuovo la relazione con Julia e si fidanza con Marie Vermont, un'amica di famiglia. Dopo aver capito che era con Julia che vuole trascorrere il resto cella sua vita, la riconquista in Sudafrica. I due, dopo essersi sposati in Germania, trascorreranno tutta la vita in Sudafrica, dove avranno due figlie: la prima si chiama Masika e la seconda Amary. Il giorno del funerale della madre Annabelle Gravenberg, Daniel torna a Falkental per pochi giorni (4 puntate) assieme alla moglie Julia.

### Nina Petersen
Episodi 215-500, è interpretata da Gisa Zach e doppiata da Ilaria Latini.
Nina Bergmann è una fotoreporter, divorziata dal collega Max Van Weyden, con cui ha avuto una figlia, Paula Bergmann. Max scompare misteriosamente durante un reportage in un paese sudamericano, sconvolto dalla guerra civile. Nina affida Paula a suo nonno Richard Van Weyden, padre di Max, e parte dalla Germania in cerca del marito, ma dopo un lungo viaggio in Sud America lo crede morto. Tornata a casa, si rende conto che Richard non ha nessuna intenzione di affidarle Paula. Perciò scappa con la figlia lontano dal suocero e da Viktoria Van Weyden, sorella di Max, donna affascinante, ma perfida e viziata. Persone fredde e gelide sono i Van Weyden, affaristi senza scrupoli e titolari di una holding che ingloba aziende in tutto il mondo. Richard fa di tutto pur di ritrovare Paula; così Nina si reca a Falkental dalla zia Birgit Barbara Hertel, ospite, a sua volta, di Tobias Becker. Nina incontra, sempre a Falkental, Ben Petersen, fratellastro di Julia Gravenberg, e pian piano i due cominciano ad amarsi. L'amore tra Nina e Ben deve superare numerosi ostacoli: la lotta tra Nina e Richard per l'affidamento di Paula, il ritorno di Max in città, il matrimonio tra Ben ed Elsa, il rapimento di Nina da parte di Max, la cecità di Elsa e un terremoto che causa la sepoltura di Nina sotto una vecchia chiesa. Superati questi ostacoli i due riescono infine a sposarsi e ad andare a vivere ai Caraibi con Paula.

### Ben Petersen
Episodi 239-500, è interpretato da Hubertus Grimm e doppiato da Stefano Crescentini.
Ben Petersen è il fratello di Julia: un uomo onesto e leale. A Falkental Ben incontra Nina Bergmann, una fotoreporter, e pian piano i due cominciano ad amarsi. L'amore tra Nina e Ben deve superare numerosi ostacoli: il ritorno dell'ex marito di Nina (Max Van Weyden) in città, il matrimonio tra Ben ed Elsa, il rapimento di Nina da parte di Max, la cecità di Elsa e un terremoto che causa la sepoltura di Nina sotto una vecchia chiesa. Superati questi ostacoli i due riescono infine a sposarsi e ad andare a vivere ai Caraibi con Paula, la figlia di Nina.

### Luisa Becker
Episodi 469-703, guest 789, è interpretata da Susanne Berckhemer e doppiata da Rachele Paolelli.
Luisa Maywald è una giovane ragazza che sogna di poter aprire un suo albergo, possibilmente con l'amore della sua vita. La ragazza inoltre è molto superstiziosa, in quanto lascia il suo destino in mano ad un portafortuna, ovvero un portachiavi di una camera di un hotel. Dopo un incontro fortuito si innamora, ricambiata, di Simon Becker, ma l'amore tra i due è ostacolato dalla sorella adottiva di Luisa, Nora Maywald, anch'essa innamoratasi di Simon. Dopo molti intrighi e peripezie Luisa e Simon riescono a sposarsi e a realizzare il loro sogno di avere un albergo tutto loro. Dopo il salto temporale di sei anni si trasferiscono in Nuova Zelanda, e inoltre si viene a saper che hanno un figlio, Moritz. Sei anni dopo, in occasione del matrimonio di Nora, i due tornano a Falkeltal per pochi giorni.

### Simon Becker
Episodi 474-703, guest 789, è interpretato da David Kramer e doppiato da Emiliano Coltorti.
Simon Becker è il figlio di Harald e Marianne Becker. Dopo il trasferimento della sua famiglia a Falkental, Simon si innamora di Luisa Maywald, la proprietaria di un portachiavi che Simon aveva trovato tempo prima, ma in seguito a un equivoco la scambia inizialmente per Nora Maywald. Dopo essersi trovati, la storia tra Simon e Luisa è tormentata da Nora ed Henning Reichenbach. Quando tutto questo finisce e decidono di sposarsi, Simon cade da un albero provocandosi un aneurisma e in seguito entra in stato di coma. Risvegliatosi, riesce poi a sposare Luisa. Dopo il matrimonio i due si trasferiscono in Nuova Zelanda dove hanno un figlio, Moritz, e, sei anni dopo, tornano per pochi giorni a Falkental, in occasione del matrimonio della cognata Nora.

### Nora Wagner
Episodi 469-789, è interpretata da Anja Boche e doppiata da Alessia Amendola.
Nora è la figlia di Richard Van Weyden e di Annabelle Gravenberg, ma viene data in adozione ancora infante alla famiglia Maywald, crescendo come loro figlia. A causa di una foto ritrovata da Eva Landmann, Nora, ormai adulta, apprende delle sue origini e cerca in tutti i modi di guadagnarsi il rispetto materno e di essere riconosciuta come figlia, supportando Annabelle in tutte le sue malefatte.Inoltre fa di tutto per ostacolare l'amore tra Luisa e Simon, ma alla fine si riconcilia con entrambi. Si rende  responsabile di falsa testimonianza nel processo contro Annabelle per la morte di Viktoria Van Weyden, di tentato omicidio ai danni di Hagen Ritter e dell'omicidio di Harald Becker. Presa dai rimorsi Nora decide di costituirsi, facendo incriminare anche Jan Delbruck e sua madre Annabelle. Ma durante il trasferimento dei condannati Annabelle riesce a fuggire; Nora viene pertanto accusata di complicità e la sua pena allungata a sei anni. Dopo essere uscita di prigione e la rocambolesca morte di Annabelle, Nora eredita la direzione della Falkental Porcellane. Ella incontra inoltre un suo precedente flirt, Alexander Wagner, ma convinti di essere entrambi figli di Richard Van Weyden sono costretti a interrompere la loro relazione. Infine si scopre però che Alexander è frutto di una relazione extraconiugale di Judith Wagner e lui e Nora possono così sposarsi.

### Alexander Wagner
Episodi 711-789, è interpretato da Timo Hübsch e doppiato da Christian Iansante.
Alexander Wagner è un uomo che incontra Nora Van Weyden ad Amburgo prima della prigionia della donna e se ne innamora. Ricontratisi sei anni dopo tra loro sboccia di nuovo la passione, a tal punto che Alexander chiede a Nora di sposarlo, ma scoprono di essere entrambi figli di Richard Van Weyden, e quindi si lasciano cercando di mantenere le apparenze di semplici fratelli. I due decidono quindi di prendere strade diverse per cui, mentre Nora prende in mano le redini della Falkental Porcellane, Alexander fa ritornare a Falkental la sua ex fidanzata Jessica Fuchs, ancora intenzionata a riconquistarlo. Alexander scopre infine dalla madre Judith Wagner di essere il frutto di una relazione extraconiugale e quindi non imparentato con Nora. I due possono così sposarsi.

### Annabelle Gravenberg
Episodi 1-732, 734, è interpretata da Isa Jank e doppiata da Alessandra Cassioli.
Annabelle, madre di Daniel e Patrizia Gravenberg, compare fin dal primo episodio della serie.
La donna sin da subito dimostra di essere una perfida dark lady, ostacolando in ogni modo possibile, durante la prima stagione, la relazione tra il figlio Daniel Gravenberg e Julia Schelling, al punto tale da costringere l'ex fidanzata di Daniel, Marie Vermont, a simulare una gravidanza per riuscire a farle sposare suo figlio.
Nel frattempo, il suocero Werner Gravenberg comprende il piano diabolico di Annabelle e quest'ultima non esita un momento ad uccidere l'anziano uomo, avvelenandolo. Marie si rende conto che c'è qualcosa di strano dietro la morte di Werner e, intenta a denunciare Annabelle, viene brutalmente aggredita dalla donna, finendo in coma. Purtroppo, Daniel viene accusato del tentato omicidio della ragazza ma viene scagionato e al suo posto la polizia indaga su Annabelle, dopo che Daniel ascoltato la madre mentre rivelava il suo reato alla perfida Katy Wellinghof.
Allontanata dai Gravenberg, alla fine della prima stagione Annabelle sposa Richard van Weyden, riuscendo così ad estromettere il cognato Frederich dall'azienda di famiglia. Nel corso della seconda stagione, Annabelle trova un'acerrima nemica in Victoria van Weyden, figlia del marito Richard, storia che si concluderà con l'omicidio di Viktoria per mano di Annabelle,la quale compresa l'intenzione della figliastra di avvelenarla, scambia i bicchieri, causandone la morte in breve tempo. Annabelle viene pertanto processata, ma a seguito dello spergiuro di quella che si rivelerà essere sua figlia illegittima (avuta con Richard molti anni prima), Nora van Weyden, sarà assolta.
Nel corso della terza stagione la dark lady si macchia di altri crimini tra cui truffa nei confronti di Harald Becker, minacce verso Luisa Maywald e l'omicidio di Helena Bernstein, madre di Viktoria e nuova moglie di Richard. La stagione si concluderà con il processo contro Annabelle grazie alla denuncia della figlia Nora e alla conseguente condanna all'ergastolo della donna, la quale confessa finalmente tutti i suoi crimini. Nonostante ciò la perfida dark lady riesce a farla franca, rimanendo in latitanza per 6 lunghi anni e riuscendo a fare ingiustamente accusare la figlia Nora di favoreggiamento nella sua fuga. Annabelle ritornerà durante la quarta stagione nel tentativo di riuscire a recuperare il suo patrimonio, tuttavia Nora riuscirà a tenderle un'imboscata con la polizia. È a questo punto che la perfida donna, non avendo altra scelta si arrampicherà all'impalcatura di un ponte e precipiterà, morendo. Ricompare qualche episodio più tardi in sogno al cognato Frederich Gravenberg.

### Richard Van Weyden
Episodi 232-789, è interpretato da Peter Zimmermann e doppiato da Sergio Di Stefano (ep. 232-350) e Rodolfo Bianchi (ep. 351-789).
Richard Van Weyden è il ricco e potente amministratore del Gruppo Van Weyden e il padre di Viktoria, Maximilian ed Elizabeth Van Weyden. Quando la Falkental Porcellane è a rischio di fallimento, Richard acquista il 38% dell'azienda e in seguito sposa Annabelle Gravenberg, che ha il 15% dell'azienda, per ottenere la quota di maggioranza. Dall'unione tra i due nasce Nora Van Weyden. Quando le macchinazioni di Annabelle ai danni di Viktoria vengono a galla, Richard si separa da Annabelle e chiede il divorzio. Qualche tempo dopo, Richard decide di risposarsi con Helena Van Weyden, ma Annabelle impedisce il matrimonio facendo uccidere Helena dal commissario corrotto Jan Delbrook. In seguito Richard ricomincia una nuova vita con l'ex moglie Judith Wagner e accompagna Nora all'altare al matrimonio con Alexander.

### Judith Wagner
Episodi 710-789, è interpretata da Marijam Agischewa e doppiata da Roberta Pellini.
Judith Wagner è la seconda moglie di Richard Van Weyden. Poiché Richard è intenzionato a conoscere il figlio avuto dalla relazione con la donna, Alexander, invita i due a trasferirsi a Villa Van Weyden. Per favorire la relazione tra Alexander e Nora, Judith confessa a Richard che il ragazzo è il frutto di una relazione extraconiugale con un altro uomo. Richard, arrabbiato e deluso, la caccia di casa e, disperata, Judith cerca di affogarsi, ma viene salvata da Nora. I suoi rapporti con Richard si ridistendono col tempo e i due tornano infine insieme, partecipando al matrimonio di Alexander e Nora.

## Personaggi secondari

### Frederik Gravenberg
Episodi 1-270, 705-789, è interpretato da Holger Christian Gotha e doppiato da Franco Mannella.
Frederik Gravenberg è presente fin dalla prima puntata della soap. Direttore di una catena di alberghi in Sudafrica, l'uomo d'affari appartiene ad una ricca e antica famiglia, proprietaria della prestigiosa azienda, la Falkental Porcellane. La sua permanenza nella cittadina tedesca si rivela più lunga del previsto. Suo padre, Werner, sofferente di problemi al cuore, vuole infatti lasciare a suo figlio le redini dell'azienda di famiglia, ma l'uomo non ne sembra affatto interessato. In seguito a dei problemi economici della fabbrica però, Frederik decide di vendere la sua catena di alberghi per salvare l'azienda. Per evitare però che questo episodio venga cambiato il testamento in favore di Frederik, Annabelle Gravenberg, sua cognata, decide di assassinare Werner, dato che lei vuole che l'azienda venga presa in mano da suo figlio Daniel. In questo modo Annabelle riesce ad evitare anche che Werner possa fare parola della falsa gravidanza di Marie Vermont. Dopo avergli somministrato un intruglio di tè e pasticche, il corpo dell'anziano Werner viene ritrovato proprio da suo figlio Frederick, dopo essere lasciato al suo destino da Annabelle, che non lo aveva soccorso. Inizia così una guerra tra Annabelle e Frederik, nella quale quest'ultimo si ritrova ad avere un'alleata: Julia. Con lei inizia anche un rapporto di amore, che non ha un lieto fine, dato che la donna lo lascia propria davanti alla chiesa in cui si doveva celebrare il loro matrimonio. Julia sposa così Daniel, ma si rappacifica anche con Frederik, chiedendogli di fare da testimone. L'uomo però è ancora più determinato a sbarazzarsi di Annabelle e arriva anche a metterle le mani addosso. La donna, dopo un tentato suicidio causato da un disconoscimento come madre da parte di Daniel e sua figlia Patrizia lascia Falkental, ma al suo ritorno tenta di investire Frederik, il quale riesce a sfuggirle. Con l'aiuto di Richard Van Weyden e di sua figlia Viktoria, Annabelle si impossessa dell'azienda, così Frederik decide di lasciare Falkental giurando di tornare per vendicarsi della cognata.
Come promesso, Frederik torna a Falkental alla fine della terza stagione, durante il processo ad Annabelle, riuscendo finalmente a farla incriminare. Mentre la donna si reca in carcere sul furgone della polizia con sua figlia Nora, quest'ultima ha un malore a causa della sua gravidanza e Annabelle riesce a fuggire in Libia. Tra Germania e Libia non ci sono rapporti, né ambasciata: Annabelle ce l'ha fatta. Frederik, dopo aver avuto un breve rapporto con l'avvocato Sophie Nowak, lascia di nuovo Falkental per andare a cercare Annabelle e farla giustiziare.
Torna sei anni dopo, tentando di riprendere la relazione con Sophie, ma adesso lei è fidanzata con l'avvocato Micheal Adam, nipote di Ludwig Adam, maggiordomo a villa Van Weyden. A Fankental, però, dopo aver saputo della morte di Annabelle, nota una donna simile a lei, conferma così Nora. Lei e Frederik attuano un piano per fermarla, e con l'aiuto di Richard Van Weyden e la polizia bloccano Annabelle su un ponte, ma ella precipiterà, sotto gli occhi di tutti, nonostante anche Frederick stesso abbia deciso di aiutarla. Stanco, torna a casa e sente bussare alla porta: Annabelle! Si scoprirà che era un sogno. 

Dopo la morte della sua nemica vitale, Frederick continuerà a riconquistare Sophie, scatenando la gelosia di Michael, il quale viene piantato in asso davanti all'altare.

### Patrizia Gravenberg
Episodi 1-355, 735-736, è interpretata da Lucie Muhr e doppiata da Monica Ward.
Patrizia è la figlia di Annabelle Gravenberg e sorella di Daniel. Lavora come designer alla Falkental Porcellane, azienda di famiglia con a capo suo nonno paterno, Werner. Patrizia vista l'abilità di Julia Schilling nel disegnare, decide di pagarla per farsi periodicamente cedere i suoi dipinti, spacciandoli per suoi e ingannando così Frederik, nuovo capo dell'azienda. I dipinti di Julia, sempre firmati da Patrizia, vincono anche un prestigioso premio. Un giorno però, Niko Becker, figlio di Tobias Becker, ascolta una conversazione tra lei e Annabelle, la quale era d'accordo con sua figlia riguardo ai disegni, e quindi rivela tutto a Frederik. Questi è costretto quindi a licenziare sua nipote per il suo comportamento, ma anche perché Annabelle ha scaricato tutte le colpe su di lei. Sconvolta, Patrizia cerca di incastrare la madre con scarsi risultati e dopo essersi consolata con Jörg Schwarz, decide insieme a quest'ultimo di aiutarlo a riottenere il suo ruolo in azienda, facendola pagare ad Annabelle. Patrizia, partecipa anche al matrimonio di Daniel e Julia, in cui durante i festeggiamenti Annabelle si presenta come nuova moglie di Richard Van Weyden. A causa di Viktoria Van Weyden rischia di perdere la vita. In seguito, tra Patrizia e Niko nasce di nuovo l'amore, rotto tempo prima, ma purtroppo finisce rovinosamente. Niko, infatti, con un incidente in moto, perde la vita. In seguito a delle sbronze e dopo continui tentativi di giustiziare la madre, anche con l'aiuto di suo zio Frederik, Patrizia decide di lasciare Falkental, per trasferirsi a Londra dopo una terapia contro la dipendenza da alcol aiutata da Annabelle,. Il giorno del funerale della madre, Patrizia torna a Falkental per pochi giorni.

### Werner Gravenberg
Episodi 1-131, 137, 171-178, è interpretato da Friedhelm Ptok e doppiato da Dario De Grassi.
Werner è suocero di Annabelle Gravenberg, ha due figli, Frederik e Philipp Gravenberg, quest'ultimo deceduto, e due nipoti Daniel e Patrizia. Werner è anche a capo della prestigiosa Falkental Porcellane, azienda che gestisce in collaborazione con gli altri suoi componenti della famiglia. In seguito al fidanzamento di suo nipote Daniel con Julia Schilling, i due decidono di trasferirsi in Sudafrica. L'anziano Werner però, non approva la loro decisione e minaccia suo nipote di diseredarlo. Con l'intervento di Jörg Schwarz, ex collega di Julia e corrotto da Annabelle, la Schilling rompe i rapporti con Daniel a causa delle minacce inflittole da Jörg. Werner vorrebbe che l'azienda passasse nelle mani di suo figlio Frederick, ma questi non sembra interessato, anche se dopo una crisi economica alla Falkental Porcellane, vende la sua catena di alberghi e salva l'azienda. Werner intraprende poi una storia d'amore con la domestica Eva Landmann, molto vicina a lui. La loro storia però, viene distrutta infine proprio da Annabelle che per evitare che Frederik diventi il proprietario dell'azienda e che Werner riveli la falsa gravidanza di Marie Vermont, fidanzata di Daniel, somministra in segreto all'anziano Gravenberg un intruglio di tè e pasticche, poiché debole di cuore. In questo modo, Annabelle pone fine ai giorni di Werner e il corpo di quest'ultimo viene ritrovato da suo figlio Frederik.
Annabelle viene condannata per l'omicidio di Werner da Frederik, durante un ennesimo processo contro di lei a causa di una costituzione spontanea di sua figlia Nora, avuta insieme a Richard Van Weyden, anch'essa complice dei suoi crimini.

### Viktoria Van Weyden
Episodi 222-493, è interpretata da Mareile Bettina Moeller e doppiata da Alessandra Korompay.
Viktoria, figlia di Richard ed Helena Van Weyden, entra in scena al termine della prima stagione ed è descritta all'inizio come una persona molto viziata ed alquanto egoista, caratterizzata soprattutto dal suo odio verso la sua matrigna Annabelle a tal punto che, nel tentativo di spararle, colpisce in pieno il suo ex marito Hagen Ritter. All'inizio Viktoria non ha un bel rapporto neanche con Nina Bergmann, ex moglie di suo fratello Max. Dopo una breve relazione con Frederik Gravenberg e un periodo in prigione, Viktoria diventa più aperta e passionale, purtroppo nutrendo ancora profondo disprezzo verso Annabelle. Quest'ultima infatti a causa sua, viene lasciata da suo marito Richard, padre di Viktoria. Nasce nuovamente così la passione tra Viktoria e Hagen. Annabelle decide però di ingaggiare l'ex compagna di cella di Viktoria, Beate Krauss, per rapirla e chiedere un riscatto di cinque milioni di euro. Nonostante Richard paghi il riscatto, Viktoria viene lasciata nel luogo del rapimento con il suo fidanzato Hagen, anch'egli ora imprigionato per aver cercato di salvare la sua amata. I due vengono fortunatamente salvati da Nina, con il quale Viktoria ricostruirà un nuovo rapporto, stavolta di amicizia. Tornata a casa, Viktoria viene a sapere dai suoi familiari di essere incinta. Richard però vuole trovare le prove per dimostrare che Annabelle c'entri qualcosa con il rapimento, anche con l'aiuto di Nina e del cane della sua seconda figlia Lizzy, Socrate, che poi si scopre che è di Konrad Landmann e si chiama Barney, con scarsi risultati e indizi insufficienti. Per impedire che Annabelle, dopo aver fatto perdere il bambino a Viktoria, possa farle ancora del male, Hagen propone alla ragazza di andare via da Falkental sotto falso nome, dato che lei è stata in prigione e non può lasciare la Germania per 1 anno. Prima della partenza però, Viktoria si procura un potente veleno e tenta di avvelenare Annabelle fingendo di voler brindare con lei. La Dark Lady, furba, intuisce che si tratta di una trappola e scambia il suo bicchiere, dove vi era il veleno, con quello di Viktoria. È così quest'ultima ad essere avvelenata. Annabelle si rifiuta di aiutarla e la donna viene ritrovata a terra da Hagen e dalla nuova domestica, Luisa Maywald. I due chiamano l'ambulanza, ma all'arrivo non c'è più niente da fare. Viktoria è morta.
Prima di morire, Viktoria non rivede purtroppo suo padre, partito per l'Armenia con Ben Petersen per ritrovare Nina ormai vittima di un forte terremoto, e sua sorella Lizzy, in viaggio in Sudafrica con Meike Hansen per far visita ai suoi amici Erik e Kolja.
In seguito però, Annabelle verrà incriminata anche per questo omicidio.

### Hagen Ritter
Episodi 245-633, interpretato da Jens Peter Nünemann e doppiato da Roberto Certomà.
Hagen arriva a Falkental alla fine della prima stagione. È un avvocato e lavora per Richard Van Weyden. Ha una sorella minore, Elsa Ritter, al quale sta vicino durante le sue delusioni amorose e durante il suo periodo di cecità. Nei suoi giorni a Falkental, Hagen diventa proprietario del famoso ristorante Lanzino e ricostruisce una storia d'amore con Viktoria Van Weyden, anche dopo che la donna gli aveva sparato. Come lei anche Hagen è molto infastidito da Annabelle Gravenberg, infatti proprio perché credeva fosse lei, Viktoria gli aveva sparato contro. La Drak Lady cerca appunto in ogni modo di far del male alla coppia, soprattutto quando a causa di Viktoria, viene piantata in asso da Richard. Con l'aiuto di Beate Krauss, Annabelle rapisce Viktoria e in seguito la uccide avvelenandola. Tramite una lettera lasciatagli da Viktoria, Hagen scopre che in realtà era la sua amata a voler avvelenare Annabelle e che lei era riuscita ad ottenere il contrario. L'avvocato decide però di nascondere la lettera a tutti per non darla vinta ad Annabelle, anche con la complicità di Helena Bernstein, madre di Viktoria. Nel processo per l'omicidio di Viktoria, Hagen chiede aiuto ad una sua vecchia conoscenza, Sophie Nowak, anche lei avvocato, con la quale instaura un nuovo rapporto di passione, ostacolato a volte da delle diverse opinioni giuridiche. Durante la sua vita a Falkental, Hagen ha delle divergenze anche con Nora Van Weyden (allora conosciuta come Nora Maywald) per aver fatto in modo che Annabelle vinca il processo giurando il falso e per averlo colpito in testa con un candelabro. Dopo quell'episodio infatti, Hagen perde la memoria e gli viene fatto credere da Annabelle che in realtà l'artefice dell'omicidio di Viktoria è Helena. Recuperata la memoria, l'odio di Hagen per Annabelle cresce, ma non vuole avere altri problemi quindi decide di non tentare più di incastrarla e di sposare Sophie. Le cose cambiano di nuovo dopo l'omicidio di Helena da parte del commissario Jan Delbrück, ovviamente in combutta con Annabelle. Di nuovo nel tentativo di incastrare non solo Annabelle, ma anche il commissario corrotto, Hagen finisce in prigione, ma subito rilasciato per insufficienza di prove. Dopo l'uscita dal carcere, Hagen prende la triste decisione di lasciare Falkental, e Sophie, e di trasferirsi a Sydney per evitare che Annabelle e Delbruck possano recargli ancora dolore.

### Helena Van Weyden
Episodi 340-612, è interpretata da Silke Matthias e doppiata da Antonella Giannini.
Helena è una delle ex mogli di Richard Van Weyden e gestitrice della Royal Saphire. Arriva a Falkental come ospite a villa Van Weyden ed è madre di Max e Viktoria. Inizialmente, non ha un buon rapporto con sua figlia Viktoria van Weyden, che la odia per averla abbandonata con suo padre e suo fratello da piccola. Nonostante questo, con il passare del tempo instaurerà un nuovo rapporto con Viktoria, questa volta un rapporto benevolo e un odio condiviso contro la perfida Annabelle van Weyden, che cercherà più di una volta di screditare Helena arrivando a falsificare un test del DNA. Aiuterà Viktoria a uscire dal carcere e a dimostrare a Richard che razza di persona sia davvero Annabelle, la quale viene lasciata da Richard e cacciata di casa. Helena e Richard si riavvicineranno e inizieranno una relazione. Purtroppo Helena dovrà affrontare diversi dolori causati ovviamente da Annabelle van Weyden che porterà suo figlio Max a chiudersi in uno stato catatonico e per questo viene ricoverato a vita in un istituto, rapirà Viktoria con l'aiuto di Beate Kraus, le farà perdere il suo bambino e infine la ucciderà. Hagen Ritter, ex genero di Helena, le confesserà di avere una lettera di Viktoria in cui si comprendeva che la ragazza si era procurata lei stessa il corpo del reato per uccidere la matrigna, ma che evidentemente Annabelle aveva ottenuto l'effetto contrario. Helena e Hagen decideranno di nascondere la lettera fino al giorno del processo contro Annabelle che verrà assolta grazie alla testimonianza di sua figlia Nora Maywald.Scoperto l'inganno di Helena Richard interromperà i rapporti con lei e ritornerà da Annabelle la quale sarà molto felice di ciò.
Helena riuscirà nuovamente a far aprire gli occhi a Richard raccontandogli della figlia illegittima (Nora) che ha avuto con Annabelle, la cui esistenza è  stata nascosta proprio da quest'ultima. Questa volta Richard ritornerà definitivamente da Helena. Annabelle, inoltre, approfitterà della perdita della memoria di Hagen (causata proprio da Nora dato che lo colpisce alla testa con un candelabro) per indurlo all'omicidio di Helena, accusandola di aver avvelenato la povera Viktoria. Fortunatamente Richard riuscirà a fermare Hagen, il quale ritroverà la memoria, ma nonostante questo non vuole vendicarsi della dark-lady e si fidanzerà con Sophie Nowak. Helena e Richard vogliono convolare a nozze ma Annabelle riesce a impedirlo e fa uccidere Helena dal poliziotto corrotto Jan Delbruk. Inizialmente sarà Hagen Ritter ad essere accusato del suo omicidio ma verrà rilasciato, visto che un uomo si è autoaccusato dell'omicidio ed è andato in carcere. Nonostante questo, Annabelle verrà incriminata per questo reato, grazie alla testimonianza di Nora Wan weyden.

### Maximilian Van Weyden
Episodi 341-442, è interpretato da Jost Pieper e doppiato da Niseem Onorato (episodi 341-350) e da Marco Vivio (episodi 351-442).
Maximilian è il figlio di Richard e Helena Van Weyden e fratello di Viktoria, Lizzy e Nora. Durante un reportage in Sudamerica scompare misteriosamente e, nonostante le ricerche della moglie Nina Bergmann, viene dato per morto. Quando Nina, insieme alla figlia Paula, si trasferisce a Falkental, Max ricompare; nel frattempo però Nina ha iniziato una relazione con Ben Petersen. Il giovane Van Weyden tenta allora di separarli, soprattutto provocando la gelosia di Ben, che finisce per annullare le nozze con Nina. Mentre Max prova a ricostruire il rapporto con la moglie, Ben sposa Elsa Ritter, sorella di Hagen. Max comincia a manifestare un crescente disagio psicologico e, per convincere Nina a tornare con lui, finge di avere un tumore al cervello in fase terminale. Resosi conto dei sentimenti reciproci tra Nina e Ben, diventa sempre più geloso e possessivo. Quando Nina scopre l’inganno e decide di lasciarlo, Max la rapisce e la tiene prigioniera finché viene liberata proprio da Ben. A causa dell’aggravarsi delle sue condizioni, Max lascia Falkental per farsi ricoverare in una clinica.

### Henning Reichenbach
Episodi 509-713, è interpretato da Markus Baumeister e doppiato da Giorgio Borghetti.
Henning, innamorato ancora della sua ex fidanzata Luisa Maywald, arriva a Falkental grazie all'intervento di Nora, sorella adottiva di Luisa, che lo rintraccia per fare in modo che la aiuti a dividere sua sorella da Simon Becker, spasimante di Nora. Luisa però, dopo aver rivisto Henning, non intende ricostruire un rapporto con lui e vuole realizzare il suo sogno di gestire un albergo insieme a Simon. Diversamente da Nora, Henning non sembra molto ossessionato nel riconquistare Luisa, la quale si rivolge a lui come amica. Henning infatti la aiuta in vari casi, ad esempio, fa ricadere su lui stesso la colpa per aver investito il padre di Simon, Harald, e si offre di pagare l'operazione a quest'ultimo per farlo uscire dal coma. In seguito, a sua insaputa, Nora corrompe Jan Delbruck (lo stesso poliziotto corrotto da sua madre) per minacciare Luisa affinché sposi Henning e lasci Simon, altrimenti a quest'ultimo, già condannato ingiustamente al carcere, verrà fatto del male. Luisa purtroppo è costretta a sposare Henning, ma quando Jan decide di non voler più lavorare per Nora per non averlo pagato, Luisa si rimette con Simon definitivamente. A quel punto la gelosia di Henning cresce e affoga i suoi pensieri nell'alcool, dopodiché finge di aver perso al gioco l'albergo di Luisa e Simon che avrebbe realizzato il loro sogno. Dopo aver finto una relazione con Nora, illudendosi di far ingelosire Luisa, i due complici fanno in modo che Simon assista ad una scena di passione tra Henning e la sua ex. Il piano si svolge proprio nell'albergo dei sogni di Simon e Luisa, dove quest'ultima viene scoperta dal suo fidanzato, senza vestiti nello stesso letto di Henning. Lo scopo infatti era far addormentare Luisa con dei sonniferi e poi metterla a letto vicino ad Henning per inscenare una notte d'amore. Accortosi del grande sbaglio, Henning si scusa con Luisa e Simon e successivamente riesce, sotto favore di suo zio Richard e Sophie Nowak, l'avvocatessa, a riportare Annabelle Gravenberg a Falkental e farla arrestare in attesa del processo contro di lei. Al contrario di Luisa, all'inizio lui non sembra credere al cambiamento di Nora. Alla fine della terza stagione, Henning, con l'aiuto di Meike Hansen affronta dei problemi in azienda a causa di Annabelle e infine lascia il suo posto di delegato alla Falkental Porcellane a Frederik Gravenberg e, dopo la partenza di costui, ad un certo signor Schmidt, per partire in Canada e raggiungere sua cugina Lizzy.

### Sophie Gravenberg
Episodi 517-789, è interpretata da Katrin Griesser e doppiata da Sabrina Duranti.
Sophie arriva a Falkental a causa del processo contro Annabelle Gravenberg a causa dell'omicidio di Viktoria Van Weyden, sotto richiesta di Hagen Ritter, suo ex collega nonché fidanzato della defunta donna. In seguito alla perdita del processo per conto di Nora Van Weyden, Sophie intraprende una storia d'amore con Hagen, che, aventi opinioni giuridiche diverse, sarà un' po ostacolata. Sophie si trova ad affrontare vari casi, come ad esempio quello di Luisa Maywald per l'omicidio di Harald Becker. È costretta anche a subire delle disgrazie, come la perdita della memoria di Hagen. Dopo che questi recupera la memoria, chiede la mano di Sophie, ma in seguito all'omicidio di Helena Bernstein, Hagen diventa ancora più ossessionato di prima dal desiderio di giustiziare Annabelle. Dopo la partenza del suo fidanzato in Australia, Sophie cerca conforto in Elsa e Konrad, sorella e cognato di Hagen. Dopo aver scoperto che dietro la morte di Helena c'era in realtà Jan Delbrück, corrotto ovviamente da Annabelle, Sophie, con l'aiuto di Richard Van Weyden, Elsa e quasi tutti gli altri personaggi, riesce ad evitare le nozze del commissario con Lizzy Van Weyden, figlia minore di Richard, e a farlo arrestare per sei anni. In questo modo, Sophie scagiona anche suo fratello Tom Nowak incriminato ingiustamente due anni prima. Dopodiché parte alla volta di Rotterdam alla ricerca di costui, con scarsi risultati. All'arrivo di Tom a Falkental, lui crede però che Sophie è in combutta con Jan, ma la cosa viene subito smentita. Finalmente Sophie riesce anche ad incriminare Annabelle, grazie alla strategia vincente di Frederik Gravenberg, al processo contro di lei, reso possibile grazie alle testimonianze di Nora. Successivamente, Sophie si innamora di Frederik, il quale la ricambia, ma dopo l'inaspettata fuga di Annabelle in Libia, l'uomo decide di ripartire per andare a cercarla e farla giustiziare. Sophie resta così per cinque anni al fianco dell'avvocato Michael Adam.
Al ritorno di Frederik, Sophie si è fatta già una nuova vita con Michael e ha intenzione di sposarlo nonostante i numerosi tentativi del Gravenberg di riportarla al suo fianco. Dopo che il suo nuovo amato scopre della vecchia relazione tra Sophie e Frederik, egli assume un comportamento geloso e spesso eccessivo, che, alla fine, porta la Nowak a rinunciare di sposarlo e a piantarlo in asso davanti all'altare.

### Tom Nowak
Episodi 693-789, è interpretato da Armin Schlagwein e doppiato da Alessandro Quarta.
La vita di Tom prima del suo arrivo a Falkental è molto movimentata. Due anni prima lavorava come agente di polizia con il suo collega, nonché amico, Jan Delbrück. Quando però quest'ultimo comincia a farsi corrompere, scarica tutte le sue colpe su Tom, il quale viene condannato ingiustamente al carcere. Fortunatamente Tom riesce a fuggire e passa due anni da latitante. Dopo essere stato scagionato da sua sorella Sophie, anche se all'inizio credeva che lei stesse in combutta con Delbruck, Tom arriva a Falkental riprendendo il suo lavoro di poliziotto e partecipa al matrimonio di Luisa Maywald e Simon Becker. Prima delle nozze, conosce Costanze Becker con la quale ha dei battibecchi, ma anche storielle e baci appassionanti, ostacolati in particolar modo dall'ex fidanzato argentino di lei, Juan.
In seguito al salto temporale di sei anni, Tom e Costanze vanno a vivere insieme dopo la partenza di Meike e Sebastian Becker, assumendo un comportamento da amanti, poiché la giovane è infastidita dalle relazioni "serie".

### Marie Vermont
Episodi 46-216, interpretata da Sonja Baum e doppiata da Laura Lenghi.
Marie torna a Falkental dopo una crisi di nervi e problemi con l'alcool, avuti dopo essere stata lasciata in precedenza da Daniel Gravenberg. Marie ha un carattere molto debole e insicuro, infatti proprio per questo motivo si lascia abbindolare molto spesso da Annabelle Gravenberg, madre di Daniel. La donna si mostra molto gentile nei confronti di Marie, dopo che quest'ultima si rimette con Daniel, solo per interesse economico. Marie infatti è una grande ereditiera. Dopo che Daniel si rende conto di non nutrire alcun sentimento per lei, bensì per la sua ex Julia, si lascia convincere da Annabelle a fingere una gravidanza in modo che suo figlio acconsenta più in fretta di sposarla. Nonostante tutto, Julia è molto vicina a Marie. Quando questa capisce che tipo è Annabelle vorrebbe dire la verità a Daniel, soprattutto dopo aver saputo di essere sterile e di non poter avere figli. La dark lady ferisce quindi gravemente Marie, che entra in coma, e scarica la colpa su suo figlio Daniel, che al momento dell'accaduto era ubriaco. Marie ricostruisce un rapporto con sua sorella minore Charlotte Vermont e decide di partire per la Svizzera e, perché Daniel non vuole seguirla, litigano. Alla fine la storia si interrompe con il giovane Gravenberg che decide di andare in Svizzera con lei.

### Christa Schilling
Episodi 1-120, 236-250, è interpretata da Susanne Häusler e doppiata da Antonella Rinaldi.
Christa vive in Sudafrica con sua figlia, Julia. Per motivi economici, sono entrambe costrette a trasferirsi a Falkental dove vengono ospitate da Tobias Becker, che ha due figli, Niko e Lilly. A Falkental Christa lavora per la famiglia Gravenberg. Purtroppo però ha il vizio del gioco e a causa di questo si ritrova a dover estinguere dei debiti. Durante le sue partite al Lanzino e a casa di Jörg Schwarz, Christa finge degli incontri di lavoro con Werner Gravenberg, ma riesce a guadagnare anche una bella somma di denaro che purtroppo perderà di nuovo tentando la fortuna e uscendone ancora più indebitata di prima. Nonostante questo, Christa non riesce a desistere a sedere intorno al tavolo verde e quindi decide di cominciare delle cure, lasciando per sempre Falkental.

### Katy Wellinghoff
Episodi 178-211, è interpretata da Nicola Ransom e doppiata da Laura Romano.
Katy è la cugina di Bianca. È un personaggio piuttosto negativo nella soap che in poco tempo di residenza a Falkental (all'incirca per 30/35 puntate), riuscirà a mettere scompiglio in varie coppie, come ad esempio Lilly e Tim Gerlach, al quale farà numerose avance.

### Eva Landmann
Episodi 1-789, è interpretata da Karin Ugowski e doppiata da Serena Spaziani.
Eva lavora per oltre 40 anni a Villa Gravenberg, per poi insinuarsi anche a Villa Van Weyden. Durante il corso della soap, Eva si prende cura di Daniel e Patrizia fin da bambini, dato che le cure della loro vera madre, Annabelle, non sembrano molto soddisfacenti. Nel corso della prima stagione fa breccia nel cuore di Werner Gravenberg, storia purtroppo priva di lieto fine data la morte di costui. Eva si prende cura della casa e vive insieme a Tobias Becker e i suoi due figli, Niko e Lilly Becker. Come gli altri protagonisti dell'opera, anche Eva nutre profondo odio per la Gravenberg, capace solo di mettere scompiglio tra la gente. Eva assume un ruolo significativo negli ultimi episodi della seconda serie. In quel periodo infatti, trova in una vecchia scatola di ricordi di Werner Gravenberg, una foto in cui vi è raffigurata una bambina in braccio alla madre, ma non si vede il volto di quest'ultima, e una lettera in cui vi è spiegato che la bambina in questione è stata data in adozione. Con l'aiuto di suo nipote Erik Landmann, Eva posta la foto e un annuncio su Internet e viene contattata da Luisa Maywald, dato che questa ha riconosciuto il braccialetto al polso della bambina, e le chiede un incontro. L'anziana Landmann, appena vede Luisa, crede sia lei la bambina nella foto, ma in realtà è la sua sorella adottiva Nora. Giunta a Falkental, anche senza il consenso di Nora, Luisa si mette alla ricerca dei veri genitori della sorella, all'inizio sospettando di Helena Bernstein, insieme ad Eva. È proprio quest'ultima a scoprire l'identità della madre di Nora, ormai anch'ella giunta a Falkental, quando trova una foto identica a quella trovata nello scatola dei ricordi, questa con il volto materno: Annabelle. In seguito, dopo che questa fa credere a tutti che Nora fosse vittima di uno stupro da parte di Werner, si viene a scoprire che in realtà il padre della ragazza è Richard Van Weyden. Eva si unisce a far parte dell'alleanza per incriminare Jan Delbrück, futuro sposo di Lizzy Van Weyden, corrotto da Annabelle per uccidere Helena. Dopo il cambiamento di Nora, considerata all'inizio tale e quale alla madre, Eva si ricrede soprattutto quando la ragazza riesce ad incriminare Annabelle. Dopo la sua fuga però, tutto fa credere che sia stata Nora ad aiutarla a fuggire. Dopo che la giovane Van Weyden passa sei anni in prigione, Eva la rincontra, ma non riesce a non credere che lei non c'entri niente con la fuga di Annabelle. Eva ha anche un figlio, Konrad Landmann.
Dopo un salto temporale di sei anni, Eva parte con Tobias e Marianne in giro per il mondo, cominciando dal Sudafrica per far visita Julia e Daniel. Torna poi a Falkental, dove, con l'aiuto di Frederik, cercherà di scoprire chi ha dato fuoco alla Falkental Porcellane...

### Ludwig Adam
Episodi 547-789, è impersonato da Hans-Jochen Röhrig e doppiato da Mino Caprio.
Ludwig, ormai disoccupato, è un anziano signore impacciato, ma molto galante. Si reca a Falkental in cerca di lavoro e diventa così il maggiordomo personale di Annabelle Gravenberg, che vive ancora alla villa anche senza il consenso di Richard Van Weyden e di Helena Bernstein. È così costretto a dividere la cucina dei Van Weyden con Eva Landmann, con cui nascono grandi disaccordi, soprattutto riguardanti Annabelle. Il rapporto tra i due è caratterizzato anche da discussioni insignificanti, anche se nella maggior parte dei casi la ragione è dalla parte di Ludwig, con gran fastidio di Eva. Nonostante tutto i due riescono insieme a contribuire con tutti gli altri personaggi per incriminare Jan Delbrück. Alla fine Adam decide di non servire più per Annabelle diventando così il maggiordomo di villa Van Weyden. Dopo la condanna di sei anni di Nora Van Weyden, accusata ingiustamente di aver aiutato sua madre a fuggire durante il viaggio verso la prigione, sarà proprio il signor Adam a rivederla in libertà per aver scontato la sua pena. Ludwig porta a Falkental suo nipote, Michael Adam, il quale si fidanza con Sophie Nowak.

### Tobias Becker
Episodi 1-738, 789, interpretato da Ralph Schicha e doppiato da Edoardo Nordio.
Tobias è l'autista della famiglia Gravenberg. All'arrivo di Julia Schilling con sua madre Christa, Tobias si innamora di quest'ultima, la quale lo ricambia, ma non sa quale sia la reazione dei suoi due figli Lilly e Niko Becker. A causa del vizio del gioco della sua compagna, Tobias non è più sicuro di continuare la sua relazione. In seguito si ritrova ad affrontare una grande disgrazia: la perdita di suo figlio Niko in un incidente in moto. Dopo questo, anche sua figlia Lilly lo abbandona e va a vivere con il suo fidanzato Tim Gerlach, con il quale ha una figlia, Nicole Gerlach, della Nikki. Alla fine della prima stagione accompagna Julia all'altare, in seguito Luisa, fidanzata di suo nipote Simon, e infine Elsa Ritter. All'arrivo di Birgit Hertel, madre di Kolja, ha una relazione anche con questa, ma anche lei non finisce bene, dato che la donna è costretta ad andare nella Foresta Nera per badare a sua zia. Poco prima della partenza di Birgit, Tobias ospita in casa sua suo fratello Harald e sua moglie Marianne, per poi accogliere anche l'arrivo dei suoi nipoti Simon, Sebastian e infine Costanze. A causa dell'imprudenza con l'auto di Nora Van Weyden, Tobias perde anche suo fratello e, come in passato, intraprende di nuovo una storia con Marianne, con l'assoluta disapprovazione di Sebastian, convinto che ai due non importi niente se suo padre è morto. Tobias e Marianne, dopo la condanna di Annabelle, riescono ad avere tutti i diritti sulla formula ideata da Harald per la sua invenzione, la Beckerite, dopo essere stata rubata proprio dalla perfida donna subito dopo il suo incidente con l'automobile. Alla fine però, rinunciano a riavere i soldi per la formula, contrariamente a come aveva consigliato l'avvocato Michael Adam, per non addossarsi le responsabilità di mandare in bancarotta la Falkental Porcellane.
Dopo un salto temporale di sei anni, Tobias e Marianne si trasferiscono alla casa galleggiante, che fino ad allora era servita come una specie di rifugio per tutte le coppie, e in seguito decidono di intraprendere un viaggio intorno al mondo.

### Birgit Barbara Hertel
Episodi 113-500, è interpretata da Michèle Marian e doppiata da Pinella Dragani.
Birgit è la madre di Kolja e la zia di Nina Bergmann. Birgit intraprende una relazione amorosa con il benevolo Tobias Becker. Riesce ad ottenere un ruolo nella prestigiosa Falkental Porcellane insieme ad Elsa Ritter, sopportando le ripetitive lamentele di Annabelle.
Nelle puntate che seguono viene a sapere della relazione segreta tra sua nipote, Nina, e Ben Petersen, il quale è sposato con la sua collega, Elsa. La saggia donna avvisa la nipote e le dà buoni consigli su come agire, poiché Elsa è ormai in preda alla cecità. I suoi consigli, come la relazione con Tobias, non durano ancora a lungo, poiché a causa della malattia di sua zia, Birgit è costretta a partire per la Foresta Nera per badare ad essa.

### Marianne Becker
Episodi 466-738, 789, interpretata da Heike Schroetter e doppiata da Roberta Greganti.
Marianne giunge a Falkental con suo marito Harald Becker, fratello di Tobias, per chiedere ospitalità a quest'ultimo. È una fioraia, mentre suo marito è uno scienziato, il quale riesce dopo molti tentativi a creare una sostanza di porcellane indistruttibile, la Beckerite. A causa di questa però, Harald iene lasciato alla morte dopo essere stato investito da Nora Van Weyden e ciò provoca la sua morte. Durante la disperazione dei Becker, tra cui anche il figlio maggiore Simon, Marianne comincia a nutrire di nuovo dei sentimenti per suo cognato Tobias, con grande irritazione di suo figlio Sebastian, che crede che a lei non importi niente se suo padre è morto. Alla fine, la rabbia di Sebastian giunge al termine e Marianne riesce ad incriminare Annabelle per aver lasciato suo marito alla morte.
Dopo il salto temporale, Marianne vive felicemente con Tobias nella casa galleggiante sul lago di Falkental, ma in seguito alla partenza dei suoi due figli Sebastian e Simon, intraprende con il suo nuovo amato un giro del mondo, prima tappa in Sudafrica.

### Harald Becker
Episodi 466-590, è interpretato da William Mang e doppiato da Lucio Saccone.
Arriva a Falkental con sua moglie Marianne ed è il fratello di Tobias Becker. In cerca di lavoro, riesce ad ottenere un posto nella Falkental Porcellane insieme a suo figlio Simon, come scienziato. Ciò lo porta a passare poco tempo con la sua famiglia, ma riesce ad ottenere un risultato brillante, ossia la Beckerite, una sostanza per porcellane indistruttibile. La direttrice dell'azienda, Annabelle, rimane affascinata da questo prodotto eccezionale a tal punto da cercare di raggirare il signor Becker per far sì che le ceda ogni diritto sulla formula della Beckerite. Grazie all'intervento di Nora Van Weyden, Harald non cade nella trappola della dark lady, ma a causa di un incidente in auto causato proprio da Nora, Harald viene investito e lasciato in strada, dopo che Annabelle ruba la formula e falsifica un contratto per far credere che Harald, prima dell'incidente, si sia messo in affari con lei. Nonostante una costosissima operazione, Harald non riesce a sopravvivere e, davanti agli occhi dei suoi familiari, muore durante un lungo periodo di coma. Prima di morire unisce la mano di Tobias con quella di Marianne, facendo intendere che loro sono fatti l'uno per l'altro.
Alla fine della terza stagione, Annabelle viene incriminata per averlo lasciato a morire per strada, mentre Marianne e Tobias, ormai amanti, riescono ad ottenere tutti i diritti sulla Beckerite e con il ricavato intraprendono un giro del mondo.

### Michael Adam
Episodi 712-784, interpretato da Steven Merting e doppiato da Alessandro Rigotti.
Michael è un avvocato legale giunto a Falkental sotto richiesta del signor Adam, suo zio, a lavorare per la famiglia Becker e fargli avere i diritti della formula dell'ormai deceduto Harald Becker, la Beckerite. Una volta riuscito nell'impresa, durante il salto temporale di sei anni, si innamora di Sophie Nowak, la quale, dopo essere stata mollata da Frederik Gravenberg, lo ricambia. I due passano cinque anni insieme, finché Michael decide di chiedere la sua mano. Il ritorno a Falkental di Frederick complica un po' le cose, poiché l'avvocato scopre che tra lui e la sua amata c'è stato del tenero. Ciò scatena in lui una forte gelosia che lo porta anche a mettere a rischio il destino della Falkental Porcellane, ora capitanata da Nora Van Weyden, e ad avere degli atteggiamenti rudi ed eccessivi. Michael non riesce a darsi pace, poiché è anche consapevole del fatto che Frederick intende riconquistare Sophie, aumentando ancora di più la sua incontrollabile rabbia. A causa di questo però, perde la fiducia e l'amore di Sophie a tal punto che viene piantato in asso davanti all'altare, durante il suo matrimonio.